# Rizaris
Els rizaris (Rhizaria) són un dels principals grups d'eucariotes unicel·lulars, con unes 12.000 especies descrites. Canvien considerablement de forma com que la majoria d'ells són ameboides, amb pseudòpodes filiformes, reticulats o suportats per microtúbuls. Molts d'ells produeixen una closca o esquelet que pot ser relativament complex quant a estructura, i que compon la vasta majoria de fòssils eucariotes unicel·lulars. Quasi tots tenen mitocondris amb crestes tubulars. El conjunt dels rizaris és un dels supergrups d'eucariotes que encara no s'ha estudiat gaire.

## Cladograma
|  | Archaeplastida |
|  |                |
|  | Chromalveolata |
|  |                |

|  | Rhizaria |
|  |          |
|  | Excavata |
|  |          |

|  | Archaeplastida |
|  |                |
|  | Chromalveolata |
|  |                |

|  | Rhizaria |
|  |          |
|  | Excavata |
|  |          |

|  | Amoebozoa    |
|  |              |
|  | Opisthokonta |
|  |              |

|  | Archaeplastida |
|  |                |
|  | Chromalveolata |
|  |                |

|  | Rhizaria |
|  |          |
|  | Excavata |
|  |          |

|  | Archaeplastida |
|  |                |
|  | Chromalveolata |
|  |                |

|  | Rhizaria |
|  |          |
|  | Excavata |
|  |          |

|  | Amoebozoa    |
|  |              |
|  | Opisthokonta |
|  |              |

## Taxonomia
Els rizaris es divideixen en tres grups ben diferenciats:
- Cercozoa
- Foraminífera
- Radiolaria